# How to Blow Up a Pipeline (film)
How to Blow Up a Pipeline is een Amerikaanse film uit 2022, geregisseerd door Daniel Goldhaber naar een scenario dat hij samen schreef met Ariela Barer en Jordan Sjol. De film is gebaseerd op het non-fictieboek How to blow up a pipeline van Andreas Malm uit 2021.

## Verhaal
De film speelt zich voornamelijk af in West-Texas en volgt een groep van acht jonge klimaatactivisten die besluiten een oliepijpleiding op twee belangrijke locaties op te blazen. De film onderzoekt de morele geldigheid van extreme acties bij het aanpakken van de klimaatcrisis, de kwestie van terrorisme en het gebruik van materiële schade en sabotage als activistische tactieken.

## Rolverdeling
| Acteur           | Personage |
| ---------------- | --------- |
| Ariela Barer     | Xochitl   |
| Kristine Froseth | Rowan     |
| Lukas Gage       | Logan     |
| Forrest Goodluck | Michael   |
| Sasha Lane       | Theo      |
| Jayme Lawson     | Alisha    |
| Marcus Scribner  | Shawn     |
| Jake Weary       | Dwayne    |
| Irene Bedard     | Joanna    |

## Release en ontvangst
How to Blow Up a Pipeline ging op 10 september 2022 in première op het Internationaal filmfestival van Toronto in de Platform-sectie. De film kreeg overwegend positieve kritieken van de filmcritici, met een score van 95% op Rotten Tomatoes, gebaseerd op 166 beoordelingen.

## Prijzen en nominaties
De belangrijkste:
| Jaar | Prijs                          | Categorie     | Genomineerde(n) | Uitslag  |
| ---- | ------------------------------ | ------------- | --------------- | -------- |
| 2024 | Film Independent Spirit Awards | Beste montage | Daniel Garber   | Gewonnen |